# Louis Jent (Verleger)

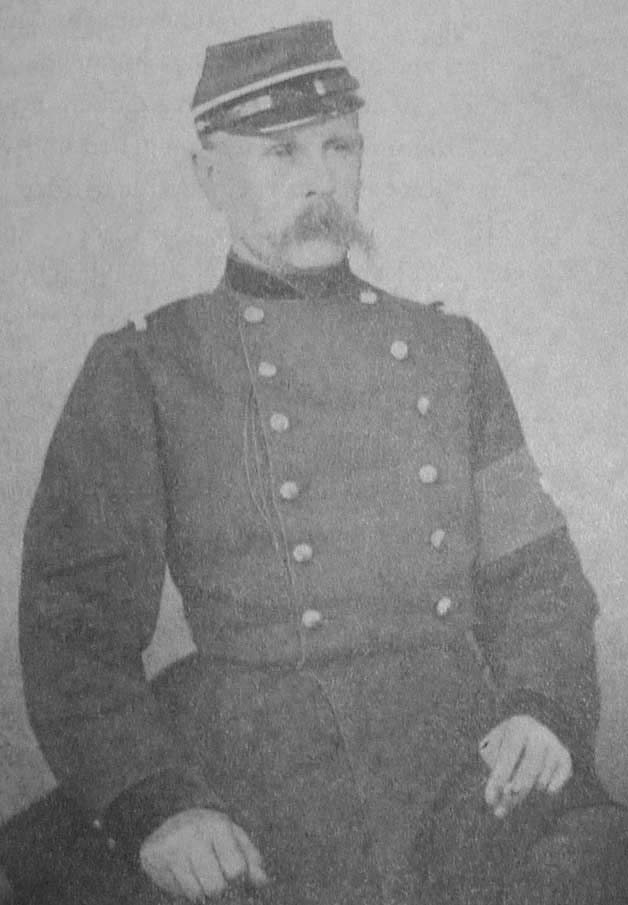
Louis Jent als Major

Franz Louis Jent (* 10. November 1810 in Neuenburg; † 27. August 1867 in Solothurn; heimatberechtigt in Safenwil) war ein Schweizer Verleger und Buchhändler.

## Leben
Jent wurde als Sohn des Alexander Samuel Jent und der Philipine geborene Bohau in bescheidene Verhältnisse hineingeboren. Kaum zwei Jahre alt, verlor er den Vater. In den Krisenjahren 1817/1818 vertrieb das durch Teuerung und Hunger hervorgerufene Elend die Familie aus dem Neuenburgischen in die Heimatgemeinde Safenwil. Später zog die Mutter nach Aarau, wo sie ein etwas besseres Auskommen fand und wo Louis Jent die Primarschule besuchte. Der Knabe fiel dem Buchhändler Heinrich Remigius Sauerländer (1776–1847) auf, der ihm den Besuch der Kantonsschule Aarau ermöglichte und ihn danach zu sich in die Lehre nahm. Später sandte er ihn zur Weiterausbildung nach Fürth. Nach seiner Rückkehr nach Solothurn wurde Jent Geschäftsführer der neu errichteten Filiale Sauerländers. Zusammen mit dem Drucker Franz Joseph Amatus Gassmann (1812–1884) gründete er den Verlag Jent & Gassmann, in dem nicht nur das Wochenblatt für Freunde der schönen Literatur und vaterländischen Geschichte, der politisch-satirische Postheiri und der Disteli-Kalender erschienen, sondern auch wissenschaftliche und belletristische Werke.
Jent war bis 1850 der eigentliche Verleger Jeremias Gotthelfs, der den Berner Dichter auch in Deutschland bekannt machte. Er verlangte dabei von Gotthelf, nicht konsequent das Rein-Deutsche zu benutzen, sondern bei aller Rücksichtnahme auf die deutschen Leser die Eigenart der Gotthelfschen Sprache möglichst zu wahren.
1841 übernahm er die Sauerländer-Filiale und eröffnete 1849 eine Verlagszweigstelle in Bern.
1847 hatten einige Auslandschweizer in London, angeführt von Andreas Rudolf von Planta, die Idee einer Bundeszeitung, eines nationalen, liberalen, aber unabhängigen eidgenössischen Zentralorgans. Sie vermissten in den politisch bewegten Wochen vor Ausbruch des Sonderbundskriegs ein Blatt, das die Vorgänge zuhause dem Ausland und den im Ausland wohnenden Schweizern objektiv und vom gesamtschweizerischen Standpunkt aus gesehen dargestellt hätte. Rudolf von Planta erwärmte nach seiner Wahl in den Nationalrat im Jahr darauf einige der neuen eidgenössischen Parlamentarier, die meisten wiederum Ostschweizer, für seine Idee. Auf der Suche nach einem geeigneten Verleger stiessen sie auf Louis Jent, der bereit war, eine Zeitung im Sinne der Initianten zu begründen, finanziell allein zu tragen und ihre Unabhängigkeit nach aussen zu garantieren. Als Verleger des Bunds wurde Jent in der Folge eine der bedeutendsten schweizerischen Verlegerpersönlichkeiten des 19. Jahrhunderts. Mit Unterstützung von Plantas gewann er zwei Ostschweizer als erste Redaktoren und Partner, den Bündner Johann Karl Tscharner und den Thurgauer Abraham Roth. Zu ihnen gesellte sich kurz darauf ein weiterer Bündner, Andreas von Sprecher.
Die erste Probenummer des Bunds erschien am 10., die zweite am 19. September 1850, die erste ordentliche Nummer am 1. Oktober 1850. Bis zur Jahrhundertwende hatte der Bund dann fünf vollamtliche Redaktoren und bis zum Tode Jents im Jahr 1867 die für damalige Verhältnisse ungewöhnlich hohe Auflage von 6000 Exemplaren. Nach dem Tod Jents trat seine Frau, Sophie Jent, die Nachfolge als Mitverlegerin und Verlegerin in der Buchdruckerei Jent & Reinert an. Ab 1874 nahmen die Söhne Adolf und Hermann ihre Stelle ein.
Die Buchhandlung wurde 1898 an den einstigen Lehrling von Louis Jent, Adolf Lüthy, verkauft; daraus entstand die Buchhandlung Lüthy Balmer Stocker.

## Privates
Louis Jent war mit Sophie geborene Reinert (1822–1907), Tochter des radikalen Politikers und Juristen Johann Baptist Reinert, verheiratet und hatte mit ihr zwei Söhne, Gustav Adolf (1846–1894) und Hermann Ludwig (1850–1915). Louis Jent beteiligte sich als Radikaler und aargauischer Hauptmann an den Freischarenzügen solothurnischer Freischaren.